# Oekraïens voetbalelftal onder 16 (mannen)
Het Oekraïens voetbalelftal voor mannen onder 16 is een voetbalelftal voor spelers onder de 16 jaar dat Oekraïne vertegenwoordigt op internationale toernooien. Het elftal speelt onder andere wedstrijden voor het Europees kampioenschap voetbal onder 16.

## Prestaties op internationale toernooien

### Europees kampioenschap
| Europees kampioenschap voetbal mannen onder 16 | Europees kampioenschap voetbal mannen onder 16 | Europees kampioenschap voetbal mannen onder 16 | Europees kampioenschap voetbal mannen onder 16 | Europees kampioenschap voetbal mannen onder 16 | Europees kampioenschap voetbal mannen onder 16 | Europees kampioenschap voetbal mannen onder 16 | Europees kampioenschap voetbal mannen onder 16 | Europees kampioenschap voetbal mannen onder 16 | Europees kampioenschap voetbal mannen onder 16 |
| Jaar                                           | Ronde                                          | Wed.                                           | W                                              | G                                              | V                                              | DV                                             | DT                                             | KW                                             |                                                |
| ---------------------------------------------- | ---------------------------------------------- | ---------------------------------------------- | ---------------------------------------------- | ---------------------------------------------- | ---------------------------------------------- | ---------------------------------------------- | ---------------------------------------------- | ---------------------------------------------- | ---------------------------------------------- |
| 1982–1992                                      | Bij Sovjet-Unie / GOS                          | Bij Sovjet-Unie / GOS                          | Bij Sovjet-Unie / GOS                          | Bij Sovjet-Unie / GOS                          | Bij Sovjet-Unie / GOS                          | Bij Sovjet-Unie / GOS                          | Bij Sovjet-Unie / GOS                          | Bij Sovjet-Unie / GOS                          |                                                |
| 1993                                           | Geen deelname                                  | Geen deelname                                  | Geen deelname                                  | Geen deelname                                  | Geen deelname                                  | Geen deelname                                  | Geen deelname                                  | kwalificatie                                   |                                                |
| 1994                                           | Derde                                          | 6                                              | 3                                              | 3                                              | 0                                              | 11                                             | 7                                              | kwalificatie                                   |                                                |
| 1995                                           | Geen deelname                                  | Geen deelname                                  | Geen deelname                                  | Geen deelname                                  | Geen deelname                                  | Geen deelname                                  | Geen deelname                                  | kwalificatie                                   |                                                |
| 1996                                           | Groepsfase                                     | 3                                              | 1                                              | 1                                              | 1                                              | 3                                              | 7                                              | kwalificatie                                   |                                                |
| 1997                                           | Groepsfase                                     | 3                                              | 1                                              | 0                                              | 2                                              | 5                                              | 9                                              | kwalificatie                                   |                                                |
| 1998                                           | Groepsfase                                     | 3                                              | 1                                              | 1                                              | 1                                              | 3                                              | 4                                              | kwalificatie                                   |                                                |
| 1999                                           | Geen deelname                                  | Geen deelname                                  | Geen deelname                                  | Geen deelname                                  | Geen deelname                                  | Geen deelname                                  | Geen deelname                                  | kwalificatie                                   |                                                |
| 2000                                           | Geen deelname                                  | Geen deelname                                  | Geen deelname                                  | Geen deelname                                  | Geen deelname                                  | Geen deelname                                  | Geen deelname                                  | kwalificatie                                   |                                                |
| 2001                                           | Geen deelname                                  | Geen deelname                                  | Geen deelname                                  | Geen deelname                                  | Geen deelname                                  | Geen deelname                                  | Geen deelname                                  | kwalificatie                                   |                                                |
| Toernooi ging verder als EK onder 17.          |                                                |                                                |                                                |                                                |                                                |                                                |                                                |                                                |                                                |

### Wereldkampioenschap
| Wereldkampioenschap voetbal onder 16 overzicht | Wereldkampioenschap voetbal onder 16 overzicht | Wereldkampioenschap voetbal onder 16 overzicht | Wereldkampioenschap voetbal onder 16 overzicht | Wereldkampioenschap voetbal onder 16 overzicht | Wereldkampioenschap voetbal onder 16 overzicht | Wereldkampioenschap voetbal onder 16 overzicht | Wereldkampioenschap voetbal onder 16 overzicht |                       |
| Jaar                                           | Ronde                                          | Wed.                                           | W                                              | G                                              | V                                              | DV                                             | DT                                             |                       |
| ---------------------------------------------- | ---------------------------------------------- | ---------------------------------------------- | ---------------------------------------------- | ---------------------------------------------- | ---------------------------------------------- | ---------------------------------------------- | ---------------------------------------------- | --------------------- |
| 1985                                           | Bij Sovjet-Unie / GOS                          | Bij Sovjet-Unie / GOS                          | Bij Sovjet-Unie / GOS                          | Bij Sovjet-Unie / GOS                          | Bij Sovjet-Unie / GOS                          | Bij Sovjet-Unie / GOS                          | Bij Sovjet-Unie / GOS                          | Bij Sovjet-Unie / GOS |
| 1987                                           | Bij Sovjet-Unie / GOS                          | Bij Sovjet-Unie / GOS                          | Bij Sovjet-Unie / GOS                          | Bij Sovjet-Unie / GOS                          | Bij Sovjet-Unie / GOS                          | Bij Sovjet-Unie / GOS                          | Bij Sovjet-Unie / GOS                          | Bij Sovjet-Unie / GOS |
| 1989                                           | Bij Sovjet-Unie / GOS                          | Bij Sovjet-Unie / GOS                          | Bij Sovjet-Unie / GOS                          | Bij Sovjet-Unie / GOS                          | Bij Sovjet-Unie / GOS                          | Bij Sovjet-Unie / GOS                          | Bij Sovjet-Unie / GOS                          | Bij Sovjet-Unie / GOS |
| Toernooi ging verder als WK onder 17.          |                                                |                                                |                                                |                                                |                                                |                                                |                                                |                       |